# 타지키스탄의 역사
타지키스탄은 사만 토후국 (819년 ~ 999년)에 귀를 기울인다. 타지크인들은 1860년대에 러시아의 지배를 받았다. 바스마치 운동은 1917년 러시아 혁명이 일어나 1920년대 초 러시아 내전이 발발하면서 진압되었다. 1924년 타지키스탄은 우즈베키스탄 내에 있는 소비에트 사회주의 자치 공화국이 되었다. 1929년 타지키스탄은 소련의 구성 공화국 중 하나인 타지크 소비에트 사회주의 공화국이 되었고 1991년 소련이 해체된 후 독립할 때까지 그 지위를 유지했다.
그 후 타지키스탄 내전과 세 번의 정권교체를 경험했다. 경쟁 파벌들 간의 평화 협정은 1997년에 체결되었다.

## 타지키스탄 공화국 (1991년 ~ 현재)

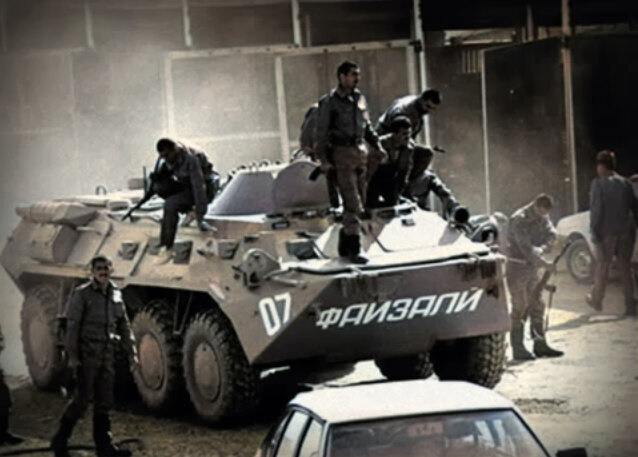
1992년 타지키스탄 내전 당시 친러 성향의 스페츠나츠 병사들

타지크 소비에트 사회주의 공화국은 소련의 독립을 선언한 마지막 공화국들 중 하나였다. 1991년 9월 9일 소련 붕괴 후 타지키스탄은 독립을 선언했다. 이 기간 동안 타지크 소비에트 사회주의 공화국의 공용어인 타지크어의 사용이 점점 더 촉진되었다. 많은 통치 직책을 가졌던 러시아인들은 그들의 영향력을 많이 잃었고 더 많은 타지크인들이 정치적으로 활동하게 되었다.
이 나라는 거의 즉시 여러 파벌들이 서로 싸우는 내전에 빠졌고, 이 파벌들은 종종 씨족 충성심으로 구분되었다. 비이슬람교도인 사람들, 특히 러시아인과 유대인들은 이 시기에 서방이나 다른 구소련 공화국에서의 박해, 빈곤 증가, 경제적 기회 향상으로 인해 국외로 탈출했다.
에모말리 라흐몬은 1994년에 권력을 잡았고, 오늘날까지 계속 통치하고 있다. 타지키스탄 내전 기간 동안 인종 청소는 논란이 되었다. 전쟁이 끝날 무렵 타지키스탄은 완전한 황폐화 상태에 있었다. 사망자 수는 10만 명이 넘을 것으로 추정된다. 약 120만 명이 국내외에서 난민이었다. 1997년 라흐몬과 야당들 사이에 휴전이 이루어졌다.
1999년 평화 선거가 실시되었지만, 야당으로부터 불공정하다고 보고되었고, 라흐몬은 거의 만장일치로 재선되었다. 러시아군은 아프가니스탄과의 국경을 지키기 위해 2005년 여름까지 타지키스탄 남부에 주둔했다. 2001년 9·11 테러 이후, 미국, 인도, 프랑스 군대도 이 나라에 주둔하고 있다.
2020년 10월, 에모말리 라흐몬 대통령은 엄격하게 통제되고 대부분 의례적인 선거 후에 90%의 득표율로 다음 7년 동안 재선되었다.

## 같이 보기
- 소련의 붕괴
- 중앙아시아의 역사
- 소비에트 중앙아시아